# Barbonville
Barbonville est une commune française située dans le département de Meurthe-et-Moselle, en région Grand Est.

## Géographie
| Vigneulles   |             | Damelevières |
| Saffais      | Barbonville | Charmois     |
| Haussonville | Romain      | Méhoncourt   |

### Hydrographie
La commune est dans le bassin versant du Rhin au sein du bassin Rhin-Meuse. Elle est drainée par la Meurthe, le ruisseau de Romain, le ruisseau de Vigneulles, le ruisseau du Breuil et le ruisseau du Neuf Étang,.
La Meurthe, d'une longueur de 161 km, prend sa source dans la commune du Valtin et se jette  dans la Moselle à Pompey, après avoir traversé 53 communes. Les caractéristiques hydrologiques de la Meurthe sont données par la station hydrologique située sur la commune de Damelevières. Le débit moyen mensuel est de 33,1 m3/s. Le débit moyen journalier maximum est de 654 m3/s, atteint lors de la crue du 10 avril 1983. Le débit instantané maximal est quant à lui de 729 m3/s, atteint le 27 mai 1983.

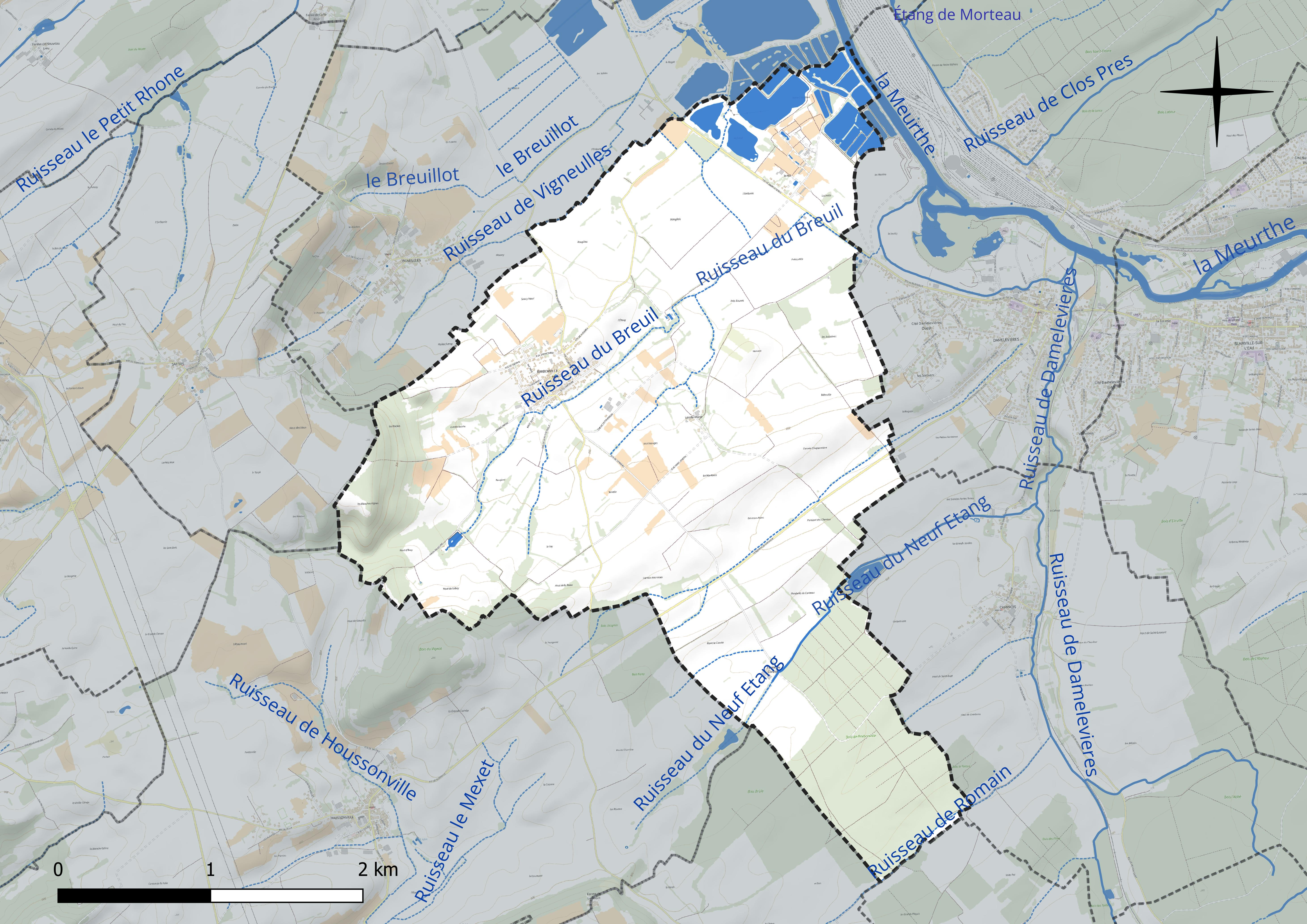
Réseau hydrographique de Barbonville.

### Climat
Pour des articles plus généraux, voir Climat du Grand Est et Climat de Meurthe-et-Moselle.
En 2010, le climat de la commune est de type climat des marges montargnardes, selon une étude du Centre national de la recherche scientifique s'appuyant sur une série de données couvrant la période 1971-2000. En 2020, Météo-France publie une typologie des climats de la France métropolitaine dans laquelle la commune est exposée à un climat semi-continental et est dans la région climatique  Lorraine, plateau de Langres, Morvan, caractérisée par un hiver rude (1,5 °C), des vents modérés et des brouillards fréquents en automne et hiver. 
Pour la période 1971-2000, la température annuelle moyenne est de 9,8 °C, avec une amplitude thermique annuelle de 16,9 °C. Le cumul annuel moyen de précipitations est de 820 mm, avec 13,1 jours de précipitations en janvier et 9,5 jours en juillet. Pour la période 1991-2020, la température moyenne annuelle observée sur la station météorologique de Météo-France la plus proche, « Nancy-Essey », sur la commune de Tomblaine à 17 km à vol d'oiseau, est de 11,0 °C et le cumul annuel moyen de précipitations est de 746,3 mm. 
La température maximale relevée sur cette station est de 40,1 °C, atteinte le 24 juillet 2019 ; la température minimale est de −24,8 °C, atteinte le 21 février 1956,,. 
Les paramètres climatiques de la commune ont été estimés pour le milieu du siècle (2041-2070) selon différents scénarios d'émission de gaz à effet de serre à partir des nouvelles projections climatiques de référence DRIAS-2020. Ils sont consultables sur un site dédié publié par Météo-France en novembre 2022.

## Urbanisme

### Typologie
Au 1er janvier 2024, Barbonville est catégorisée commune rurale à habitat dispersé, selon la nouvelle grille communale de densité à sept niveaux définie par l'Insee en 2022.
Elle est située hors unité urbaine. Par ailleurs la commune fait partie de l'aire d'attraction de Nancy, dont elle est une commune de la couronne,. Cette aire, qui regroupe 353 communes, est catégorisée dans les aires de 200 000 à moins de 700 000 habitants,.

### Occupation des sols
L'occupation des sols de la commune, telle qu'elle ressort de la base de données européenne d’occupation biophysique des sols Corine Land Cover (CLC), est marquée par l'importance des territoires agricoles (76,8 % en 2018), en diminution par rapport à 1990 (79,3 %). La répartition détaillée en 2018 est la suivante : 
prairies (54,7 %), terres arables (18,6 %), forêts (16,2 %), eaux continentales (4,3 %), zones agricoles hétérogènes (3,5 %), zones urbanisées (2,7 %). L'évolution de l’occupation des sols de la commune et de ses infrastructures peut être observée sur les différentes représentations cartographiques du territoire : la carte de Cassini (XVIIIe siècle), la carte d'état-major (1820-1866) et les cartes ou photos aériennes de l'IGN pour la période actuelle (1950 à aujourd'hui).

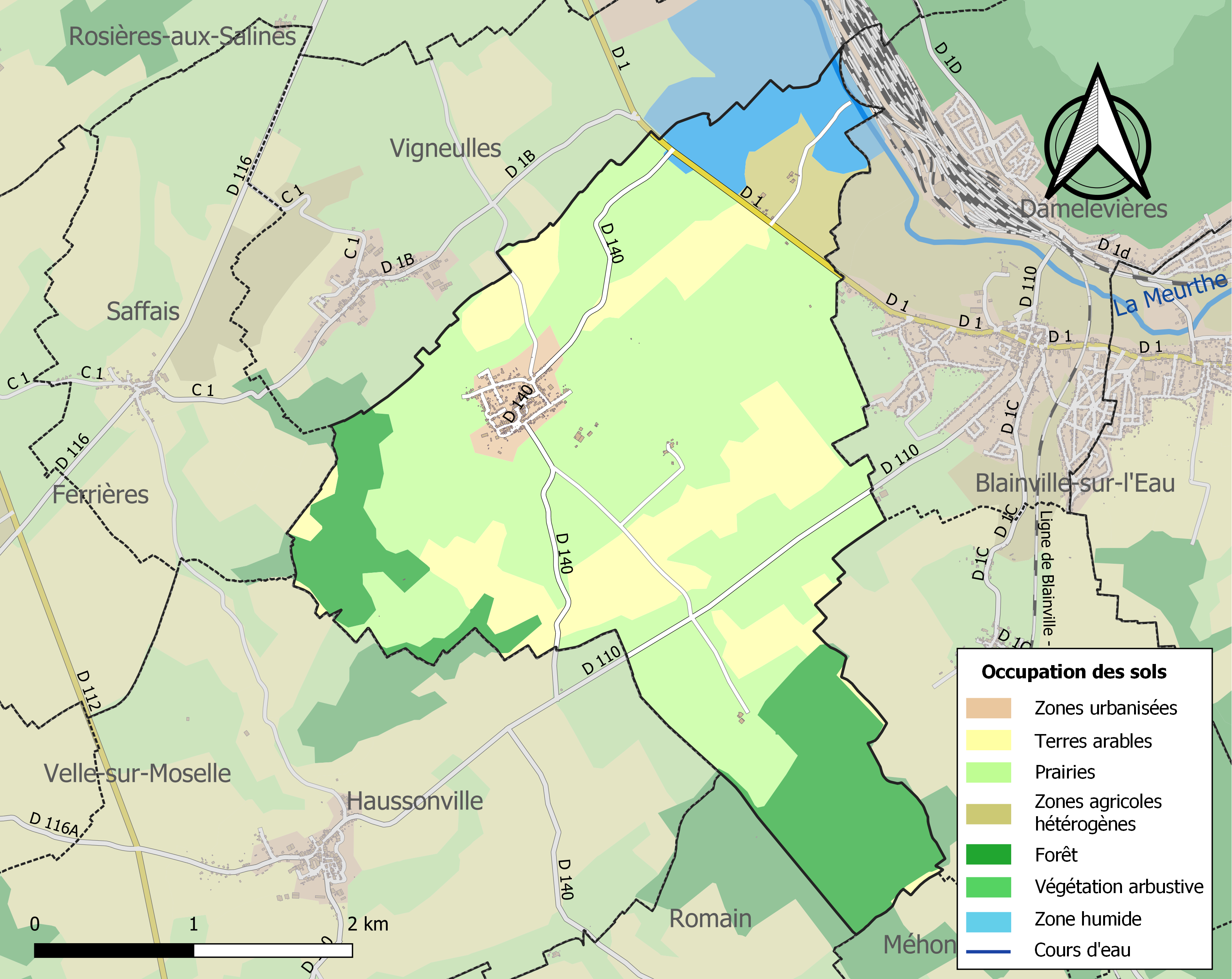
Carte des infrastructures et de l'occupation des sols de la commune en 2018 (CLC).

## Toponymie
On trouve les graphies suivantes dans les documents historiques : Barbanvilla en 1114, Barunville en 1157, Barbonvila en 1261, Barbonvilla en 1288, Berbonvilla en 1357, Barba-villa au XIVe siècle, Borbonvilla en 1434.
Le toponyme se serait formé à partir du nom latin de personne Barbo ou d'un autre nom de personne Barbontius. Le substantif Villa signifie dans ce cas ; domaine agricole.
Les historiens s'accordent à dire que les toponymes composés d'un nom de personne et de villa ont été attribués aux époques fin du mérovingien et période carolingienne, soit les VIIIe et IXe siècles de notre ère historique.

## Histoire

### Sainte-Marie
Les documents historiques mentionnent à plusieurs reprises, en même temps que Barbonville, une ferme ou village du nom de Sancta-Maria. On trouve plus tard la mention de ce qui semble être un hameau du nom de Sainte-Marie.
En janvier 1262, Aubert de Damelevières abandonne tous ce qui lui appartient à Sainte-Marie-devant-Barbonville en faveur de l'abbaye de Moyenmoutier.  Pour Henri Lepage, il ne fait aucun doute que Barbonville et Sainte-Marie aient été deux seigneuries distinctes.
On ne trouve plus aucun écrit relatif à Sainte-Marie en tant que seigneurie ou communauté après la guerre de Trente Ans.
En 2021, Sainte-Marie est un écart rural sur le territoire de Barbonville.

### Les Aviots et leurs légendes
Selon la légende, c'est au cours d'une bataille de la guerre de Trente Ans que la chapelle Notre-Dame-des-Aviots aurait été construite sur le territoire de Vigneulles mais affectée à la cure de Barbonville. Un général lorrain aux prises avec les Suédois aurait eu l'idée de faire traverser la Meurthe à une partie de ses troupes pour prendre l'ennemi suédois à revers. La manœuvre ayant parfaitement fonctionné, le général lorrain aurait décidé l'érection de la chapelle en guise de remerciements. Aviot signifierait, toujours selon cette légende,  avis aux eaux.
Ce nom, aviot, n'est pas rare en micro-toponymie. On est tenté de le rapprocher de celui du village meusien Avioth. Selon Émile Badel qui connaissait bien le dialecte lorrain, aviot signifie endroit où il y a de l'eau, ou bien une confluence ou une mare. Le même auteur fait un rapprochement intéressant entre aviot et auyot (rue de la croix d'Auyot à Nancy). Cette hypothèse est intéressante dans la mesure où elle permet de lui associer également auwyere (avec w muet) cité par Godefroy qui lui donne une définition proche de celle que Badel donne à aviot.
Selon Henri Lepage, ce lieu-dit les aviots existait déjà au XIe siècle. On trouve un acte d'acquisition de la maison des aviots par l'abbaye de Moyenmoutier contre celle de Belchamp en 1288. Dans les documents de la compagnie de Jésus de Nancy, il est écrit : la chapelle ou hermitage de Notre Dame Daviot située au ban de Vigneulle jadis possédé par l'abbaye de Beauchamps (Belchamp) ; elle lui avait été donnée en 1203 par Mathieu évêque de Toul ; et depuis laissé au sieur abbé de Moienmoustier (Moyenmoutier). En 1306, Thiebaut II duc de Lorraine fonde trois messes en l'ermitage de Notre-Dame des Aviots. Le 18 octobre 1573, Dom Philippe Galavaux cède cette chapelle aux jésuites de Nancy.
Ces informations démontrent que la chapelle des aviots existait longtemps avant la guerre de Trente Ans.
La statue de la chapelle fut ramenée dans l'église de Barbonville au XVIIIe siècle. Une autre légende est née de ce transfert. Elle veut que les voisins de Vigneulles n'aient pas du tout apprécié ce qu'ils considéraient comme un vol. Ils auraient alors poursuivi sans succès les habitants de Barbonville pendant ce transfert, ce qui aurait valu aux premiers le sobriquet patois de « poussaîs » (poursuiveurs).
Au début du XXe siècle, il existait encore à Barbonville une foire des Aviots.

### Les moulins
Dans son dictionnaire des toponymes, Henri Lepage note le moulin d'en haut et le moulin d'en bas sur la commune sans donner de date. Dans un autre document, le même historien dit que le moulin d'en haut est nommé Le Mons dans des titres de 1291,1292 et 1293. Toujours à propos de Barbonville en 1853, Lepage décrit le moulin d'Alsine comprenant un seul bâtiment et cinq habitants à cette date. Sa construction décidée par les jésuites, seigneurs du lieu, s'est terminée en 1612. 

### Moyen Âge
Selon les chartes de Lorraine, l'abbaye de Belchamp possédait les dîmes de Barbonville en 1157.
En 1239, René sieur d'Haussonville confirme la donation faite par son père Vaultier en faveur de l'abbaye de Moyenmoutier de l'affouage du four banal et de la maison seigneuriale de Barbonville. Il approuve également, en tant que seigneur direct, la donation de Sainte-Marie faite audit monastère.
Au mois de janvier 1260, Aubert de Damelevières donne à l'église et aux religieux de Moyenmoutier tout ce qu'il possède à Sainte-Marie-devant-Barbonville en bois et en droitures ainsi que toutes ses possessions à Barbonville.
En mars 1261 est écrit en latin une confirmation des donations de Barbonville en faveur de l'abbaye de Moyenmoutier par Gauthier seigneur de Haussonville qui donne ce qu'il possède sur les bans de Sainte-Marie et de Barbonville.
En 1281, un ordonnance de l'évêque de Toul unit les églises de Sainte-Marie et de Barbonville. Selon le même document, Barbonville et Sainte-Marie apparaissent comme deux seigneuries et deux bans distincts.
Le 2 juillet 1288, Henri, abbé de Belchamp, cède aux religieux de Moyenmoutier pour un cens de 65 sous toulois, ce que son abbaye possède à Barbonville.
En 1289, le duc Ferry cède tout ce qu'il possède sur les bans de Barbonville et de Sainte-Marie à l'abbaye de Moyenmoutier.
Le 5 avril 1295, l'abbaye de Senones abandonne à celle de Moyenmoutier, moyennant redevance annuelle, toutes les terres de quartiers qu'elle possède sur les bans de Barbonville et de Sainte-Marie.
En vertu d'un titre de 1342, la seigneurie de Barbonville devait 130 chapons par an au prieur de Flavigny, et le double en cas de retard dans la livraison,.
Par lettres datées du 2 mars 1414, le duc Charles II prend sous sa sauvegarde et sa protection les habitants de Barbonville et de Ste-Marie moyennant un resal d'avoine et une géline par conduit. Cette protection est renouvelée par le duc Jean en 1453.
En 1484, plusieurs arbalétriers de Rosières s'étant ingérés à prendre à la moitresse de Barbonville chars et chevaux pour mener leurs instruments belliqueux, il intervint une sentence confirmant les franchises de cette moitresse et de ceux qui y résidaient.

### Ancien régime
Par lettres du 1er avril 1520, l'abbé de Moyenmoutier affranchit les habitants de Barbonville et Sainte-Marie de la servitude de morte main,.
Le 15 décembre 1588, Catherine de Lorraine donne quittance à Claude Vuillermin pour l'achat de la terre de Barbonville. Le montant de la transaction est de 40 000 francs.
Une école est établie à Barbonville par les jésuites du noviciat de Nancy dès le début du XVIIe siècle. Les archives de l'ancienne paroisse de Barbonville ont permis de publier en 1911 un rapport sur le fonctionnement de cette école depuis sa fondation jusqu'à la Révolution. D'un point de vue historique, ces informations sont intéressantes pour connaître le fonctionnement d'une école de village lorrain sous l'ancien régime.
En 1568, l'abbaye de Moyenmoutier obtient l'autorisation d'engager et d’aliéner la seigneurie de Barbonville en faveur de Nicolas de Lorraine, comte de Vaudémont, moyennant une somme de 40 000 francs. Quelques années plus tard, Eric de Lorraine, évêque de Verdun et abbé commendataire de Moyenmoutier rachète cette terre.
Le 30 avril 1599, Erric de Lorraine, évêque de Verdun et abbé de Moyenmoutier écrit à ses  subalternes de l'abbaye pour les informer de son projet de création d'une maison de noviciat des pères de Jésus à St-Nicolas-de-Port. Afin de doter les jésuites, Erric dessaisit l'abbaye de toutes ses possessions à Barbonville. Les religieux s'opposèrent énergiquement à cette dépossession. L'affaire remonta jusqu'au Vatican mais Erric y étant bien en cour, le pape Clément VIII trancha en faveur de l'évêque de Verdun. Les abbés ne s'avouèrent pas vaincus. Ils tentèrent plusieurs démarches juridiques de récupération. La dernière date de 1648.
La dotation en faveur des jésuites comprenait aussi le droit de nommer le curé de Barbonville, de lever la dîme et d'innombrables droits féodaux, dont celui de hauts Justiciers.
Une sentence du bailliage de Nancy en date du 24 mars 1601 est rendue en faveur du seigneur de Barbonville contre les habitants d'Haussonville. Elle confirme la banalité du pressoir de Barbonville pour les forains ce qui signifie que lesdits forains d'Haussonville devront utiliser le pressoir de Barbonville pour les vignes qu'ils possèdent sur son ban et, bien entendu, s'acquitter des droits banaux qui en découlent.
Le 19 octobre 1602, Eric de Lorraine cède les droits de patronage de la cure de Barbonville aux jésuites de St-Nicolas.
Dans les premières années du XVIIe siècle, plusieurs habitants de Barbonville et de Sainte-Marie furent brûlés pour sorcellerie. Un certain nombre de pièces de ces pseudo-procès sont conservées aux archives départementales. En les lisant, on prend la mesure de l'iniquité et de la cruauté de ces pratiques.
En février 1608, les seigneurs de Barbonville protestent contre un empiétement commis sur leurs droits par la justice de Rosières dans une affaire criminelle.
Le 1er décembre 1608, un mandement est adressé au prévôt de rosières pour faire l'exécution de deux sorciers de Barbonville.
Le noviciat des jésuites de St-Nicolas entre en possession de la seigneurie de Barbonville seulement le 1er janvier 1604, quand celle-ci est admodiée à Claude Perrin bourgeois de Chasteau (Châtel-sur-Moselle).
En 1608, l'abbaye de Senones entre en procès contre les jésuites à propos d'une rente qu'elle avait sur des propriétés à Barbonville. L'abbaye de Moyenmoutier s'était acquitté de cette rente dès 1295, ce que contestaient les jésuites pour se justifier.
Un décret du 21 mars 1617 à propos des frais des exécutions de criminels originaires de Barbonville et de Sainte-Marie ordonne que les seigneurs de Barbonville paient les charges de ces exécutions jugés par leurs juges sauf les vacations et dépenses de bouches du prévôt et des officiers de justice de Rosières chargés de ces exécutions.
Par suite des guerres et des épidémies, le village ne compte plus que quatre ménages en 1644.
Une ordonnance du 24 février 1646 interdit aux officiers de Rosières d'inclure les habitants de Barbonville dans leurs rôles de contributions attendu que ceux-ci en ont été exemptés dans le passé.
Plusieurs sentences rendues en 1668 établissent dans Barbonville le droit de banvarderie que les seigneurs étaient autorisés à établir dans toute l'étendue de leur haute justice. Selon ce droit, les habitants étaient obligés de nommer à tour de rôle deux personnes chargées de la garde des fruits du territoire.
Par un traité fait pour 12 ans à compter du 9 mai 1686 entre les seigneurs et les habitants, ces derniers obtiennent le droit d'avoir chez eux des fours pour cuire leur pâte ce qui les dispense d'utiliser le four banal et surtout de payer les droits y afférents. Ils devront cependant s'acquitter de frais moindres en fonction de leur qualité (laboureur ou manœuvre).
Des lettres patentes du 27 décembre 1724 confirment les droits du noviciat de jésuites à distiller de l'eau de vie à Barbonville.
Par ordonnance du 17 juin 1738, Stanislas ajoute à ses plaisirs  la chasse sur le territoire de Barbonville appartenant aux jésuites, hauts justiciers du lieu. Ceux-ci reçurent en compensation le droit de chasse sur d'autres finages.
En 1774, un teinturier de Nancy utilise du fenugrec pour obtenir la couleur jaune. Il se procure La plante sur le territoire de Barbonville mais à cette époque, la culture est très mal maîtrisée.

### Période moderne
Le 29 septembre 1819 parait une ordonnance du roi qui distrait la commune de Barbonville du canton de Gerbéviller pour la réunir à celui de Bayon.
Du 1er octobre 1890 au 28 mars 1897, la cure de Barbonville est administrée par Charles Joseph Grand'Eury. Ce prêtre au tempérament ombrageux eut d’innombrables démêlés pendant son passage dans la commune dont plusieurs procès avec celle-ci,. Nommé ensuite à Dommartemont, il amplifia encore ses excès.
En 1890, il y a à Barbonville deux aubergistes, un épicier et un maréchal-ferrant.
Entre 1891 et 1898, la commune a aborné 3008 parcelles dans 753 Ha et a créé 13,458 km de chemins.
Le 23 septembre 1892, un orage de grêle s'abat sur le secteur et cause des dégâts pour 8 960 francs à Barbonville.
Dans le rapport sur le service départemental de l'assistance médicale et de la vaccine de 1895, le docteur Sprauel considère que le cimetière de Barbonville, alors situé au milieu du village, doit être déplacé rapidement.
Le 14 août 1907, les travaux de réparation de l'église sont mis en adjudication pour un montant estimé à 3 840,27 francs. 

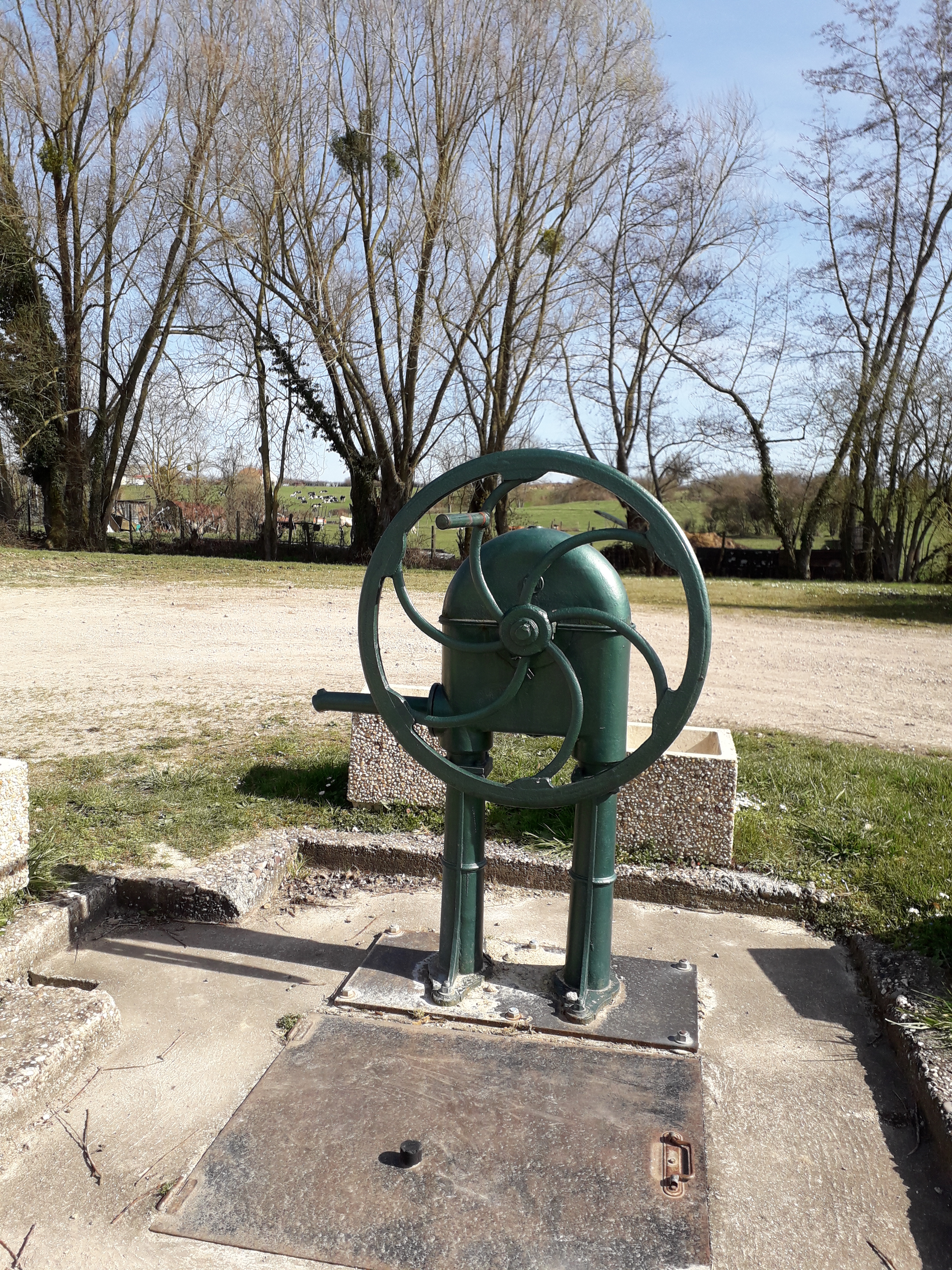
Pompe avec chaine à godets.
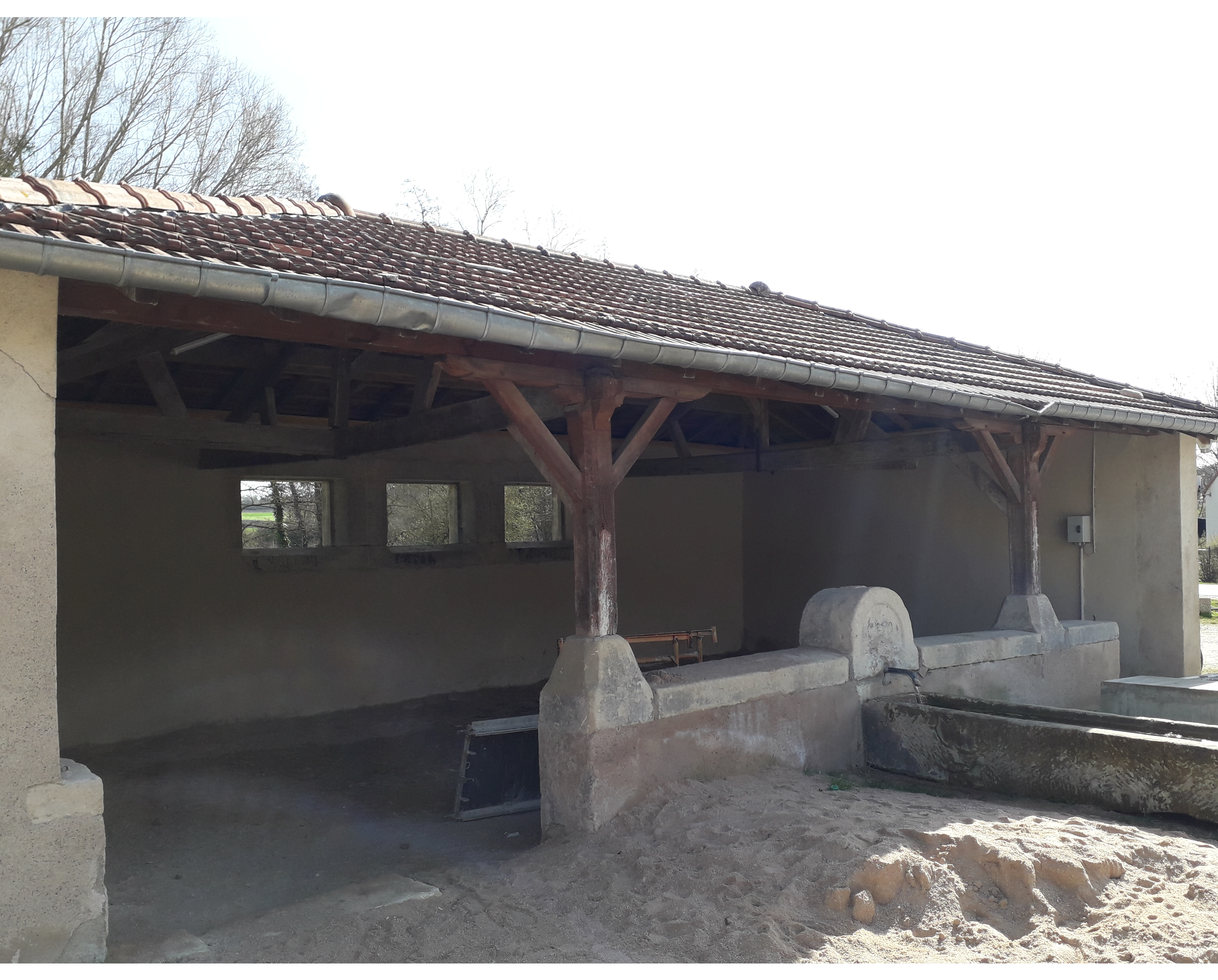
Le lavoir en travaux.
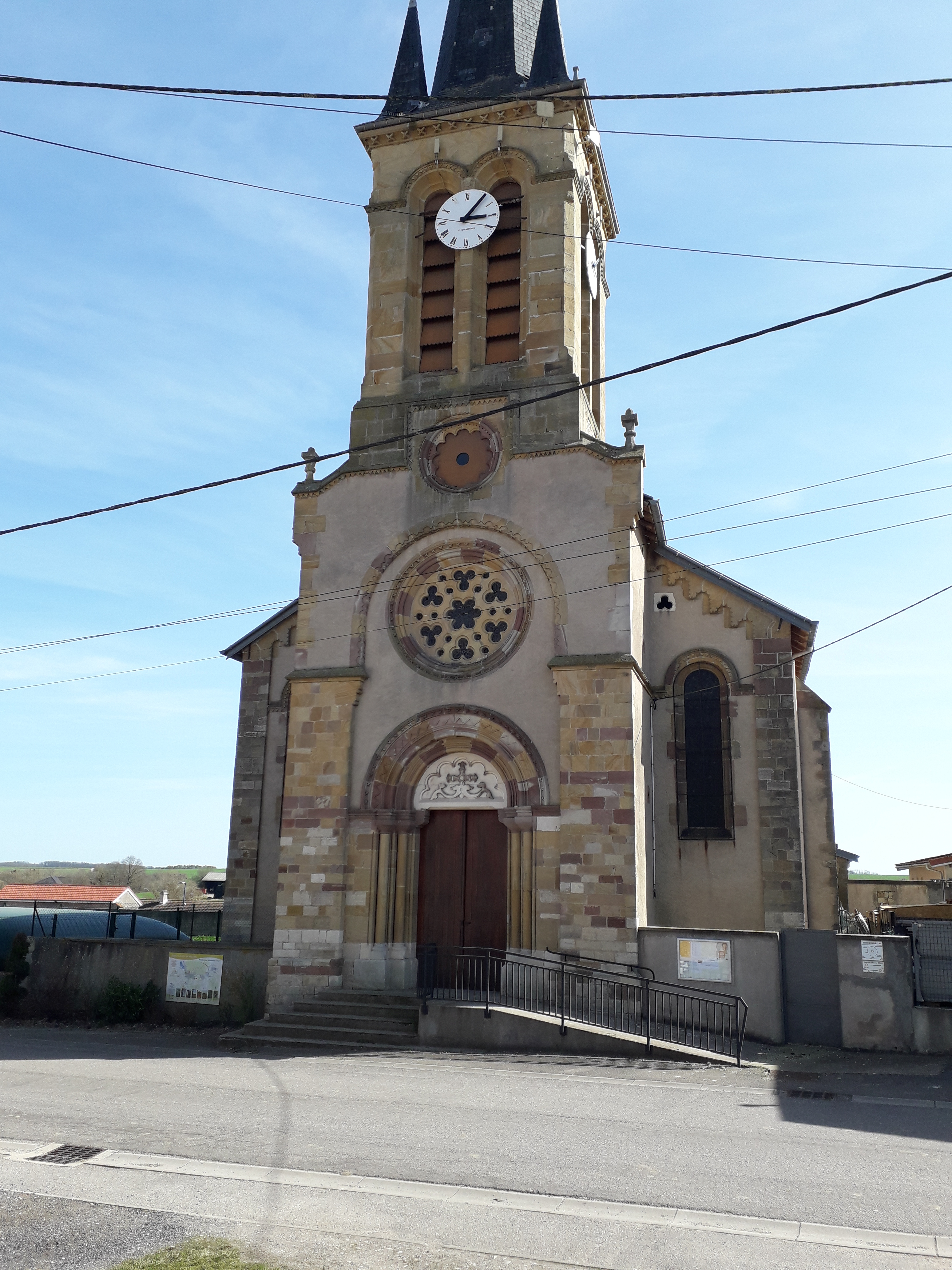
L'église Saint-Remy.
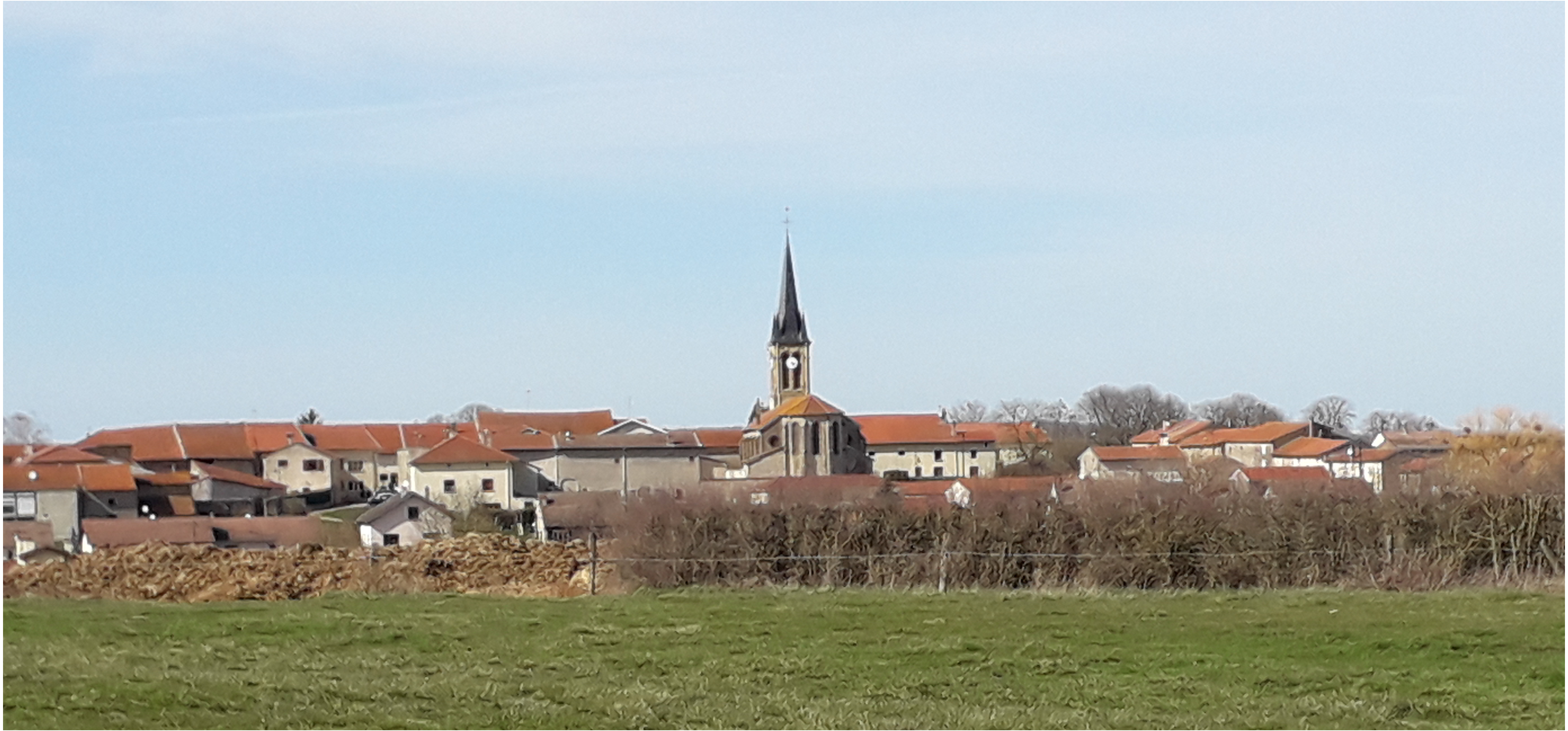
Le village.

## Politique et administration
| Période                                  | Période    | Identité                                           | Étiquette | Qualité                                                |
| ---------------------------------------- | ---------- | -------------------------------------------------- | --------- | ------------------------------------------------------ |
| Les données manquantes sont à compléter. |            |                                                    |           |                                                        |
| juillet 1852                             |            | Joseph-Auguste Pelet                               |           | nommé par le préfet                                    |
| avant le 24 mai 1914                     |            | Albert Cardot                                      |           |                                                        |
| mai 1935                                 | après 1942 | Isidore Cardot                                     |           |                                                        |
| avant 1948                               |            | Marc Hermand                                       |           | chevalier du mérite agricole officier du mérite social |
|                                          |            |                                                    |           |                                                        |
| mars 2001                                | mars 2008  | Daniel Martin                                      | DVD       |                                                        |
| mars 2008                                | En cours   | Jean-Louis Roumier, Réélu pour le mandat 2020-2026 |           | Ancien employé                                         |

## Population et société

### Démographie
L'évolution du nombre d'habitants est connue à travers les recensements de la population effectués dans la commune depuis 1793. Pour les communes de moins de 10 000 habitants, une enquête de recensement portant sur toute la population est réalisée tous les cinq ans, les populations de référence des années intermédiaires étant quant à elles estimées par interpolation ou extrapolation. Pour la commune, le premier recensement exhaustif entrant dans le cadre du nouveau dispositif a été réalisé en 2008.

En 2022, la commune comptait 431 habitants, en évolution de −1,82 % par rapport à 2016 (Meurthe-et-Moselle : −0,13 %, France hors Mayotte : +2,11 %).
| 1793 | 1800 | 1806 | 1821 | 1831 | 1836 | 1841 | 1846 | 1851 |
| ---- | ---- | ---- | ---- | ---- | ---- | ---- | ---- | ---- |
| 338  | 401  | 415  | 400  | 420  | 501  | 466  | 459  | 445  |

| 1856 | 1861 | 1872 | 1876 | 1881 | 1886 | 1891 | 1896 | 1901 |
| ---- | ---- | ---- | ---- | ---- | ---- | ---- | ---- | ---- |
| 374  | 388  | 382  | 404  | 367  | 352  | 319  | 311  | 278  |

| 1906 | 1911 | 1921 | 1926 | 1931 | 1936 | 1946 | 1954 | 1962 |
| ---- | ---- | ---- | ---- | ---- | ---- | ---- | ---- | ---- |
| 289  | 256  | 242  | 229  | 200  | 229  | 230  | 232  | 222  |

| 1968 | 1975 | 1982 | 1990 | 1999 | 2006 | 2008 | 2013 | 2018 |
| ---- | ---- | ---- | ---- | ---- | ---- | ---- | ---- | ---- |
| 207  | 241  | 312  | 359  | 335  | 378  | 390  | 430  | 435  |

| 2022 | - | - | - | - | - | - | - | - |
| ---- | - | - | - | - | - | - | - | - |
| 431  | - | - | - | - | - | - | - | - |

## Culture locale et patrimoine

### Lieux et monuments
- Église Saint-Remy XIXe siècle.

### Personnalités liées à la commune
- Nicolas François, père de Nicolas François de Neufchâteau, ministre de l’Intérieur, directeur sous le Directoire, et comte de l’Empire.

### Héraldique, logotype et devise
| Blason de Barbonville | Blason  | D'argent à la croix de gueules mouvant d'une plaine ondée d'azur, cantonnée en chef à dextre d'une lettre M onciale du même et à senestre d'un corbeau de sable. |
| Blason de Barbonville | Détails | Le statut officiel du blason reste à déterminer. |

### Blason populaire
Les habitants de Barbonville sont surnommés en lorrain roman les Maux Saulx ce qui se traduit littéralement par les mal rassasiés mais il faut comprendre les insatiables.
Dans le paragraphe légendes de Aviots, il est mentionné une querelle de villages avec Vigneulles. Ces voisins se sont vengé en affublant Babonville d'un quolibet : c'est comme le tambour de Barbonville, quand il bat, point de pardon, point de pardon !